# بنتونیکس
بنتونیکس (نام علمی: Bentonyx) نام یک سرده از رده خزندگان است.